# Czesław Śpiewa
Czesław Śpiewa (traduction: Czesław chante, né Czesław Stefan Mozil le 12 avril 1979 à Zabrze) est un chanteur et musicien (principalement à l'accordéon), diplômé de la Royal Danish Academy of Music.

## Biographie
Mozil déménage au Denmark à l'âge de cinq ans et retourne en Pologne à 28 ans. Son style musical est difficile à définir, avec des morceaux de cabaret, rock, et parfois punk rock.
Il a également fondé le groupe de rock danois Tesco Value (le nom du groupe provient de son surnom qui lui a été donné lors de vacances en Angleterre).
En 2007, il joue en live avec le groupe polonais Hey durant leur MTV Unplugged show.
Czesław est juge dans la version polonaise de X-Factor.

## Discographie

### Studio
| Debiut                   | - Sortie : 7 avril 2008 - Label : Mystic Production - Formats: CD, téléchargement    | 1  | - Pologne : 60,000+ | - Pologne : double disque de platine |  |  |  |  |  |  |  |  |  |  |  |  |  |  |  |
| Pop                      | - Sortie : 12 avril 2010 - Label : Mystic Production - Formats: CD, téléchargement   | 2  | - Pologne : 15,000+ | - Pologne : Disque d'or              |  |  |  |  |  |  |  |  |  |  |  |  |  |  |  |
| Czesław Śpiewa Miłosza   | - Sortie : 7 novembre 2011 - Label : Mystic Production - Formats: CD, téléchargement | 9  |                     |                                      |  |  |  |  |  |  |  |  |  |  |  |  |  |  |  |
| Księga Emigrantów. Tom I | - Sortie : 6 octobre 2014 - Label : Mystic Production - Formats: CD, téléchargement  | 17 |                     |                                      |  |  |  |  |  |  |  |  |  |  |  |  |  |  |  |
|                          |                                                                                      |    |                     |                                      |  |  |  |  |  |  |  |  |  |  |  |  |  |  |  |

### Lives
| Grać nie srać | - Sortie : October 9, 2013 - Label : Mystic Production - Formats: CD, téléchargement | 17 |  |  |  |  |  |  |  |  |  |  |  |  |  |  |  |  |  |
|               |                                                                                      |    |  |  |  |  |  |  |  |  |  |  |  |  |  |  |  |  |  |

### Albums vidéo
| Titre    | Détails                                                                    | Ventes        | Certifications     |
| -------- | -------------------------------------------------------------------------- | ------------- | ------------------ |
| Solo Act | - Sortie : May 9, 2011 - Label : Mystic Production - Formats: DVD, Blu-ray | - POL: 5,000+ | - POL: Disque d'or |

## Clips
| Année | Titre                            | Réalisateur(s)                                         |
| ----- | -------------------------------- | ------------------------------------------------------ |
| 2008  | "Mieszko I Dobrawa"              | Mads Nygaard Hemmingsen, Joanna Zofia Bard Mikolajczyk |
| 2008  | "Maszynka do Świerkania"         | Mads Nygaard Hemmingsen, Joanna Zofia Bard Mikolajczyk |
| 2008  | "Ucieczka Z Wesołego Miasteczka" | Monika Kuczyniecka                                     |
| 2010  | "W Sam Raz"                      | Mads Nygaard Hemmingsen                                |
| 2010  | "Krucha Blondynka"               | Mads Nygaard Hemmingsen                                |
| 2012  | "Pożegnanie Małego Wojownika"    | Zuzanna Szyszak                                        |